# 弦念丸呈
弦念丸呈（日语：ツルネン マルテイ，羅馬化：Tsurunen Marutei；1940年4月30日—），芬蘭裔日本人，民主黨成員，前參議院議員（當選兩次），也是日本首位外國裔議員。

## 生平

### 經歷
弦念生於芬蘭北卡累利阿區列克薩市镇，其芬蘭语名字為（馬爾蒂·圖魯寧）。继续战争快结束时，弦念（当时才4岁）和他的家人在苏联游击队袭击他们所住的村庄后幸存下来。
在1967年27歲的时候，他以路德教傳教士的身份抵達日本，他的第一任芬兰人妻子随同前来。他后来与芬兰妻子离婚，并在1974年跟一位日本人结婚。
他在教育及翻译行业工作了几年，并在1979年取得日本國籍。1981年他迁至神奈川縣足柄下郡湯河原町居住。其後，在神奈川縣當英語教師期間，他曾把《源氏物語》及多部日語書籍譯為芬蘭語。

### 從政經歷
他於1992年首次在湯河原町競選町議會議員，並以1,051票獲得第四名當選。
他於1992年從政成為首個歐美國家出身的地方議員，2002年參議院遞補當選，遂成為日本首位外國裔議員，之後以比例區當選至2013年落選（黨內第12位，82,858票）後離開政界。

### 政治立場
- 2003年に静岡空港建設反対の国会議員署名活動で署名者に加わっている[6]。

## 相關著作

### 翻譯
芬兰语翻譯
- 源氏物語（紫式部）
- 世間胸算用（井原西鶴）
- 好色一代男（井原西鶴）
- 冰點、續冰点（三浦綾子）

日本語翻譯
- （砂漠の鷲 アーロの冒険）（Sini Ezel シニ・エゼル）（2015年 新評論 ISBN 978-4-7948-1014-4）

### 相關文獻
- 乾淨、差，乾淨（清く、貧しく、潔く）（2002年 弦念幸子 著、光文社）